# Detective Pikachu: il ritorno
Detective Pikachu - Il ritorno (帰ってきた名探偵ピカチュウ?, Kaettekita meitantei pikachu) è un videogioco d'avventura sviluppato da Creatures e pubblicato da The Pokémon Company e Nintendo per Nintendo Switch. È stato annunciato per la prima volta in un comunicato stampa nel 2019, insieme ad altre app come Pokémon Home. È un sequel del gioco Detective Pikachu, uscito nel 2016, per Nintendo 3DS. È stato presentato per la prima volta durante il Nintendo Direct del giugno 2023, ed è stato distribuito il 6 ottobre 2023.

## Premessa
Il gioco si svolge a Ryme City, con la riunione di Pikachu con il suo partner Tim Goodman mentre risolve misteri e "scopre le origini del grande detective Pikachu". Nel gioco verrà finalmente trovato anche Harry Goodman, il padre di Tim Goodman. Il gioco conterrà i Pokémon dei giochi distribuiti dopo l'originale, offrendo nuove possibilità da raggiungere per questo sequel.

## Sviluppo e distribuzione
Il gioco è stato annunciato per la prima volta durante un comunicato stampa nel 2019 come sequel senza nome di Detective Pikachu per Nintendo 3DS. È stato annunciato ufficialmente durante un Nintendo Direct nel giugno 2023, con una data di uscita fissata al 6 ottobre 2023. L'8 agosto 2023 è stato distribuito un trailer con i dettagli del gameplay e alcuni dettagli della trama.
Un breve anime tie-in, intitolato Detective Pikachu e il mistero del dolce scomparso, di Polygon Pictures è stato pubblicato su YouTube il 25 ottobre 2023.

## Accoglienza
Secondo l'aggregatore di recensioni Metacritic, Detective Pikachu: il ritorno ha ricevuto recensioni "miste o nella media" dalla critica con un punteggio di 66/100. I critici hanno elogiato la narrazione, la scrittura e il cast vocale del gioco. Tuttavia, è stato criticato per avere un gameplay mediocre, meccaniche di gioco semplicistiche, mancanza di difficoltà, presentazione debole e breve durata.
Detective Pikachu: il ritorno è stato il gioco al dettaglio più venduto durante la sua prima settimana di uscita in Giappone, con 85.639 copie fisiche vendute in tutto il paese.